# La FM
La FM es una cadena de radio colombiana de programación hablada, propiedad de RCN Radio.

## Historia
La FM fue creada por Julio Sánchez Cristo y desde ese año comenzó a funcionar con los géneros de noticias y música contemporánea de los años 70, 80, 90 y 2000, con nuevos éxitos de la música en inglés y en español.
Desde el 17 de julio de 2023, el Noticiero de La FM se fusionó con el servicio de noticias de la cadena básica de RCN Radio, renombrado el bloque informativo como La FM de RCN, el cual estuvo bajo la dirección de Luis Carlos Vélez hasta el 4 de octubre de 2024.
Desde el 7 de octubre del mismo año, la dirección pasa a estar a cargo de Juan Lozano. Este programa, se transmitia simultáneamente en La FM y en la cadena básica de RCN Radio en el horario de 4 a 10 am de L - V. El 4 de agosto este noticiero extendería su horario hasta las 11 am.
Desde el 4 de agosto de 2025, la emisora fue reestructurada para funcionar como la nueva emisora básica de RCN Radio, tomando posesión de las frecuencias anteriormente ocupadas por la cadena a nivel nacional. La propuesta musical que transmitía hasta entonces fue trasladada a La FM Plus, emisora que inició sus emisiones el 1 de agosto de 2025.

## Frecuencias
| Ciudad        | Departamento             | Frecuencia AM (código de identificación) | Frecuencia FM (código de identificación) |
| ------------- | ------------------------ | ---------------------------------------- | ---------------------------------------- |
| Bogotá        | Bogotá, D. C.            | 770 HJJX                                 | 94.9 HJMO                                |
| Medellín      | Antioquia                | 990 HJCH                                 | 106.9 HJUU                               |
| Cali          | Valle del Cauca          | 980 HJES                                 | 98.5 HJDE                                |
| Barranquilla  | Atlántico                | 1400 HJAS                                | 99.1 HJEX                                |
| Bucaramanga   | Santander                | 800 HJBW                                 | 99.7 HJDY                                |
| Cartagena     | Bolívar                  | 1000 HJAQ                                | 102.5 HJMW (El Sol)*                     |
| Cúcuta        | Norte de Santander       | 1210 HJE65                               | 102.7 HJZT                               |
| Manizales     | Caldas                   | 1060 HJFJ                                | 99.7 HJB65                               |
| Pereira       | Risaralda                | 1020 HJFQ                                | 98.5 HJA99 (Cajamarca)                   |
| Armenia       | Quindío                  | 1240 HJFQ                                | 98.5 HJA99 (Cajamarca)                   |
| Santa Marta   | Magdalena                | 640 HJBJ                                 |                                          |
| Ibagué        | Tolima                   | 1180 HJJT                                |                                          |
| Popayán       | Cauca                    | 1370 HJEQ                                |                                          |
| Pasto         | Nariño                   | 1340 HJHA                                |                                          |
| Tunja         | Boyacá                   | 1380 HJEE                                | 93.1 HJGW                                |
| Duitama       | Boyacá                   |                                          | 93.1 HJGW                                |
| Villavicencio | Meta                     | 1020 HJKS                                |                                          |
| San Andrés    | San Andrés y Providencia | 910 HJMY                                 |                                          |
| Valledupar    | Cesar                    | 1260 HJOH                                |                                          |
| Montería      | Córdoba                  | 1050 HJTJ                                |                                          |
| Girardot      | Cundinamarca             | 1290 HJKY                                |                                          |
| Rionegro      | Antioquia                | 1370 HJNU                                |                                          |
| Neiva         | Huila                    | 1150 HJFP                                |                                          |
| Riohacha      | La Guajira               |                                          | 93.7 HJVF (Radio Uno)**                  |
| Ipiales       | Nariño                   |                                          | 104.7 HJN73 (Rumba Estéreo)              |
| Tumaco        | Nariño                   |                                          | 91.1 HJB43 (El Sol)                      |
| San Gil       | Santander                | 1220 HJMT                                |                                          |

(*) Frecuencia compartida con El Sol, solo de lunes a viernes de 4:00 a. m. a 10:00 a. m.
(**) Se enlaza al mediodía con La FM, para transmitir las noticias locales.

### Afiliadas a RCN Radio que cubren el Sistema de La FM de RCN
| Nombre                       | Ciudad                | Departamento       | Frecuencia AM (código de identificación) | Frecuencia FM (código de identificación) |
| ---------------------------- | --------------------- | ------------------ | ---------------------------------------- | ---------------------------------------- |
| Armonías del Caquetá         | Florencia             | Caquetá            | 970 HJVK                                 |                                          |
| La Voz del Chocó             | Quibdó                | Chocó              | 1150 HJTE                                |                                          |
| La Voz de la Dorada          | La Dorada             | Caldas             | 1380 HJLG                                |                                          |
| La Voz de los Araucanos      | Arauca                | Arauca             | 1110 HJGP                                |                                          |
| La Voz de Yopal              | Yopal                 | Casanare           |                                          | 105.3 HJI72                              |
| Marandua Stereo              | San José del Guaviare | Guaviare           |                                          | 100.7 HJM41                              |
| Buturama Stereo              | Aguachica             | Cesar              |                                          | 101.7 HJC31                              |
| Ondas del Porvenir de Boyacá | Samacá                | Boyacá             | 910 HJTT                                 |                                          |
| Cuista Stereo                | Nobsa                 | Boyacá             |                                          | 106.6 HKD31                              |
| La Reina                     | Mocoa                 | Putumayo           |                                          | 106.3 HJB45                              |
| Diamante Stereo              | San Francisco         | Putumayo           |                                          | 90.3 HJC43                               |
| Ke Buena                     | Orito                 | Putumayo           |                                          | 100.3 HJO70                              |
| Ecos del Catatumbo           | Tibú                  | Norte de Santander |                                          | 99.7 HJO61                               |
| Marandúa Stereo              | Puerto López          | Meta               |                                          | 101.3 HJN38                              |
| Dulce Stereo                 | Pacho                 | Cundinamarca       |                                          | 106.3 HJL68                              |
| Jazmar Estéreo               | Villeta               | Cundinamarca       |                                          | 101.3 HJXC                               |
| Radio Las Lajas              | Ipiales               | Nariño             |                                          | 103.9 HJF43                              |
| Brisas del San Juan          | Istmina               | Chocó              |                                          | 106.3 HJB34                              |
| Armonías del Palmar          | Palmira               | Valle del Cauca    | 1380 HJEJ                                |                                          |
| Radio Robledo                | Cartago               | Valle del Cauca    | 840 HJNA                                 |                                          |
| La Reina FM                  | Garzón                | Huila              |                                          | 93.6 HJAB                                |
| La Fiera FM Stereo           | Timaná                | Huila              |                                          | 92.3 HJC45                               |
| Global Estéreo               | La Plata              | Huila              |                                          | 96.8 HJM58                               |

Por televisión digital terrestre, La FM está disponible en el canal 15.6. Además, es distribuido por proveedoras de televisión por suscripción como DirecTV en el canal 991, Claro TV en el canal 850 y ETB en el canal 737.
Es posible escuchar La Fm de RCN Radio en Nueva York en los 98.7 y 89.9 FM a través de RCN Radio Internacional. También en el Real Audio de RCN Mundo.